# Бенджамін Оффре
Бенджамін Оффре (фр. Benjamin Auffret, 15 березня 1995) — французький стрибун у воду.
Учасник Олімпійських Ігор 2016 року, де в стрибках з 10-метрової вишки посів 4-те місце.